# Sambuca (instrumento)
La sambuca (en griego σαμβύκη sambuque) era un antiguo instrumento de cuerda, similar al arpa egipcia, con forma de triángulo rectángulo, cuyo sujeto era una curva desde la cual se colocaban cuerdas verticales en el hilo horizontal del instrumento.

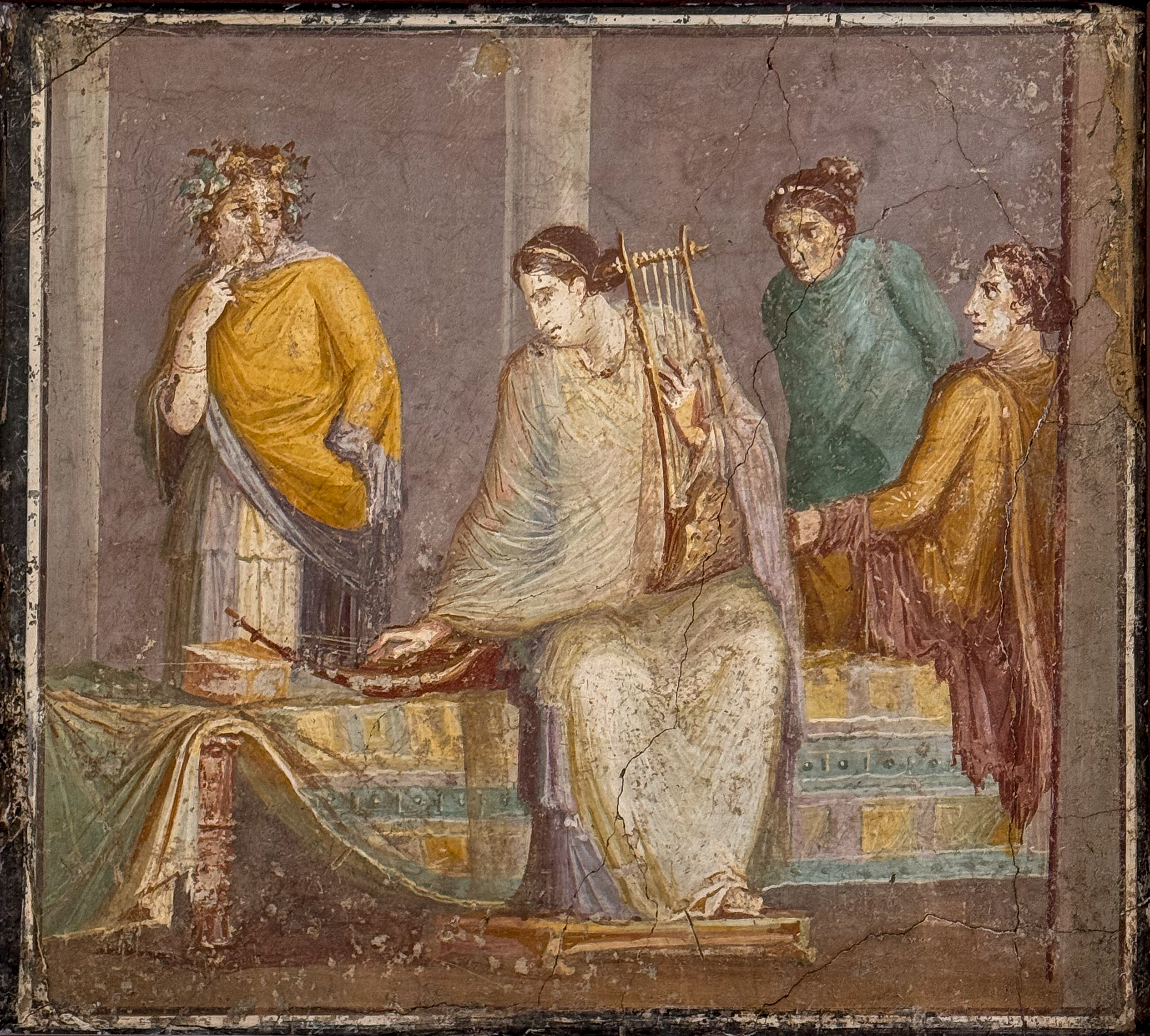
Mujer con cítara (derecha) y sambuca (izquierda). Fresco romano de Pompeya, siglo I d.C. (Museo Arqueológico Nacional, Nápoles).

Contaba con un caparazón de tortuga como caja de resonancia y brazos de madera o de cuerno, de 7 a 9 cuerdas desiguales, fijas en un puente oculto bajo la membrana, y en el otro borde a través de su brazo de madera de saúco; el músico, generalmente una mujer, usaba ambas manos para la interpretación, produciendo sonidos agudos apropiados para acompañar las voces femeninas.
Aristófanes lo consideraba un instrumento de Anatolia, mencionado por él como uno de los instrumentos más queridos en la antigua Grecia, y según Marcial era el preferido en Roma. Este instrumento ha sido atribuido al artista Ateneo, que según narraciones vio en Mitilene una estatua de una musa sosteniendo una sambuca. 